# اسپند میرزا
اسپند میرزا، پسر قرا یوسف و یکی از حاکمان محلی قراقویونلوها می‌باشد که از سال ۸۳۶ تا ۸۴۸ به مدت دوازده سال به‌طور مستقل در بغداد و نواحی اطراف آن حکومت کرد. اسپند میرزا با شکست دادن برادرناتنی‌اش شاه محمد توانست حاکمیت بغداد را به دست آورد.